# 胡斐
胡斐是金庸武俠小說《飞狐外传》中的男主角和《雪山飛狐》中的重要角色，外號「雪山飛狐」，乃闖王胡姓衛士「飛天狐狸」之後代、「遼東大俠」胡一刀之子。為金庸小說中武功絕頂的高手之一。
個性豪爽，路見不平時喜歡拔刀相助，擅使家傳的「胡家刀法」，与紅花會三當家「千手如来」赵半山乃结拜兄弟。
成年後初踏江湖不久，便先後遇上袁紫衣和程靈素，給前者的花容月貌吸引而對之漸生情愫，與後者則結拜為兄妹。
後來，在《雪山飛狐》中與「金面佛」苗人鳳之女苗若蘭相愛，但最終卻與苗人鳳於雪山峭壁上決鬥時，面臨犧牲自己或殺死苗人鳳的抉擇。故事在此結束，留下一個讓讀者揣测的开放式結局。

## 影視形象

### 劇集
- 衛子雲：香港佳視電視劇《雪山飛狐》（1978年）
- 呂良偉：香港無線電視劇《雪山飛狐》（1985年）
- 孟飛：台灣台視電視劇《雪山飛狐》（1991年）
- 陳錦鴻：香港無線電視劇《雪山飛狐》（1999年）
- 聶遠：中國慈文影視《雪山飛狐》（2007年）
- 秦俊傑：中國企鵝影視《飛狐外傳》（2022年）

### 電影
- 江漢：《雪山飛狐》（1964年），香港粵語長片，峨嵋電影公司
- 錢小豪：《飛狐外傳》（1980年），邵氏公司
- 黃日華 ：《新飛狐外傳》（1984年），邵氏公司
- 黎明：《飛狐外傳》（1993年），嘉禾電影公司
- 趙華為：《雪山飛狐之塞北寶藏》（2022年），愛奇藝